# Eugenios (Goldschmied)
Eugenios, altgriechisch Εὐγένιος, war ein antiker Goldschmied, der zwischen dem 3. und 5. Jahrhundert in Aphrodisias belegt ist.
Eugenios ist nur durch die sogenannte „Aphrodisias-Inschrift“ bekannt, eine bedeutende Inschrift, die viel zum Wissen über die Beschaffenheit jüdischer Gemeinden in Kleinasien beiträgt. Die Inschrift in altgriechischer Sprache zählt eine ganze Reihe von Stiftern auf, die sich an der Finanzierung eines Bauwerks beteiligt haben („errichteten der Menge zur Befreiung von Trauer aus eigenen Mitteln ein Grabmal“). Neben verschiedenen Priestern, Ratsherren, Musikern und Tänzern, die vor allem auf der einen Seite der Inschrift, deren beide Seiten wohl zwei nicht zusammengehörende Inschriften trugen, genannt wurden, werden zudem Händler und Kaufleute, Lebensmittelproduzenten, Gerber, Geldwechsler, Trödler und Personen mit weiteren Berufen genannt. Unter den Genannten werden auch verschiedene Künstler und Kunsthandwerker im weitesten Sinne aufgeführt, darunter neben Eugenios mit Hortasios ein Bildhauer, mit Athenagoras ein Zimmermann, mit Zotikos ein Armreifmacher, mit Paramonos ein Maler sowie mit Gorgonios, Patrikios und Eutychios drei Bronzeschmiede.
Mehr als sein Name ist von Eugenios und seiner Tätigkeit nicht bekannt. Auch der Vatersname wird anders als bei einigen anderen der Stifter nicht genannt.